# Rąbino
Rbino [rɔmˈbinɔ] (tiếng Đức: Groß Rambin; Kashubian) là một ngôi làng ở hạt Świdwin, West Pomeranian Voivodeship, ở phía tây bắc Ba Lan. Đó là chỗ ngồi của gmina (khu hành chính) được gọi là Gmina Rąbino. Nó nằm khoảng 15 kilômét (9 mi) về phía đông bắc của Świdwin và 103 km (64 mi) về phía đông bắc của thủ đô khu vực Szczecin.
Trước năm 1945, khu vực này là một phần của Đức. Đối với lịch sử của khu vực, xem Lịch sử của Pomerania.
Ngôi làng có dân số 1.100 người.